# Universidade de Aquino Bolívia
A Universidade de Aquino Bolivia (Udabol) é a maior  universidade boliviana do pais, com sedes nas cidades de Santa Cruz de la Sierra, La Paz, Oruro e Cochabamba.
A universidade foi criada em 1995. Possui campus em La Paz, Oruro, Cochabamba e Santa Cruz de La Sierra.
É uma das redes de ensino com maior infraestrutura do país.
A instituição oferece atualmente 23 cursos de nível superior, 10 mestrados e 20 cursos de diplomado, na área de pós-graduação. Os cursos mais procurados são os das áreas de saúde, como medicina e odontologia, onde estudantes bolivianos, brasileiros, peruanos, argentinos e de outras nacionalidades frequentam e se formam na instituição.
Em 23 de dezembro de 2016 a Universidade de Aquino Bolivia (UDABOL), formalizou o convênio com a Logos University International (UniLogos). A UniLogos é uma Universidade autorizada pelo Ministério da Educação Nacional, Ensino Superior, Investigação e Inovação da França e credenciada pela Independent Accreditation and Rating Agency of the Kyrgyz Republic (IARC/NIARS) https://iarc-institute.org